# خصومت

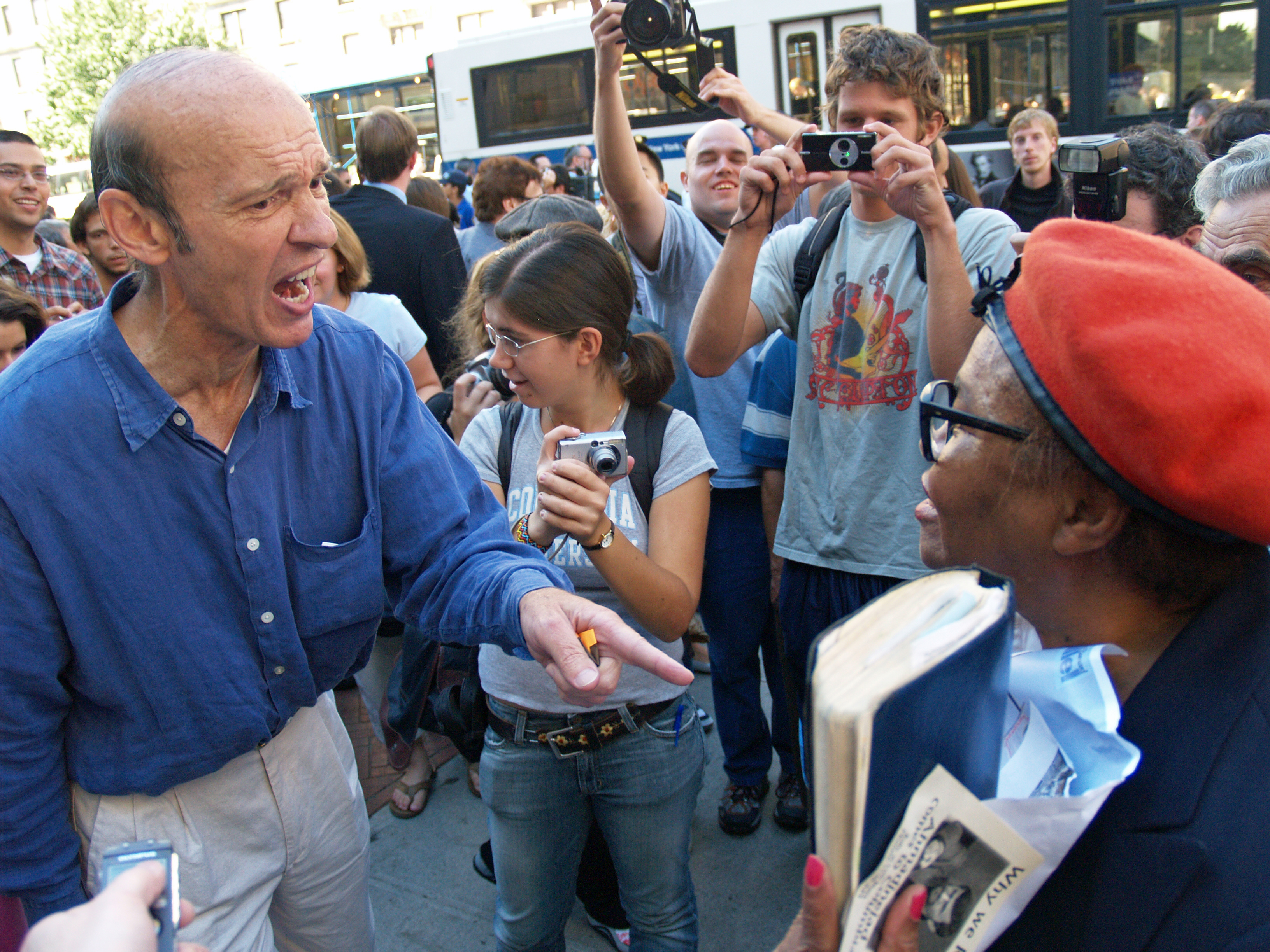
خشم و خصومت بین طرفین

خصومت (انگلیسی: Hostility) به معنای خشم پنهان و حل نشده‌ای است که ممکن است مدت طولانی در ذهن و دل انسان باقی بماند و بروز دادن دشمنی و مقابله با دیگران در عمل یا احساس یا نگرش است.